# Veľká Domaša

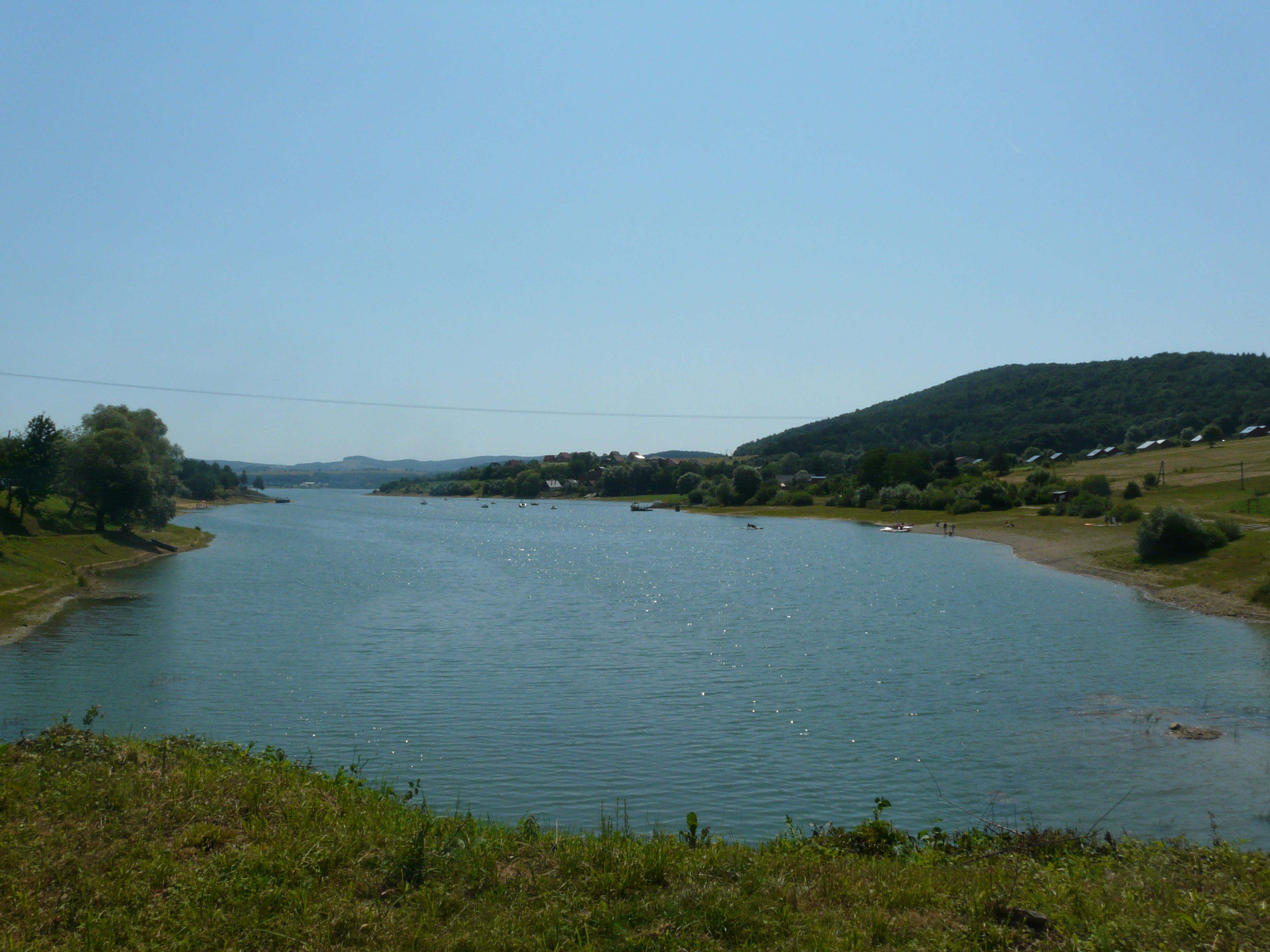
Bucht im Südwesten

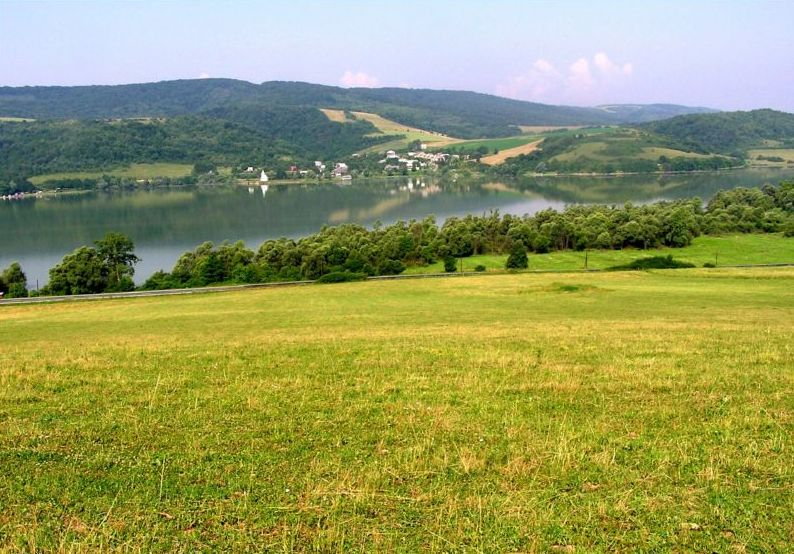
Nordteil des Sees mit dem Dorf Bžany

Veľká Domaša (slowakisch: vodná nádrž Veľká Domaša; deutsch sinngemäß „Großer Domaša-Stausee“, oft auch nur Domaša genannt) ist ein Stausee im Norden der Ostslowakei. Er liegt im nach Süden abfallenden Ondauer Bergland (Ondavská vrchovina) und erstreckt sich über die Bezirke Stropkov und Vranov nad Topľou im Prešovský kraj.
Der See entstand zwischen 1962 und 1967 mit der Errichtung der Staumauer im mittleren Abschnitt des 146,5 km langen Flusses Ondava sowie der anschließenden Flutung. Hauptfunktion des Stausees ist der Hochwasserschutz. Insbesondere in der Zeit der Schneeschmelze und während länger anhaltender Niederschläge im Einzugsgebiet der Ondava und ihrer Nebenflüsse südlich des Kammes der Niederen Beskiden trat der Fluss vor dem Staudammbau häufig über die Ufer und überschwemmte fruchtbares Ackerland in der Ostslowakischen Ebene sowie über Bodrog und Theiß auch Gebiete in Ungarn.
Die Wasserfläche beträgt zwischen 14,2 und 15,1 km² (jahreszeitlich schwankend / verschiedene Quellenangaben). Damit ist er nach dem Gabčíkovo-Stausee, dem Arwa-Stausee, Zemplínska šírava und Liptauer Stausee das fünftgrößte Gewässer in der Slowakei und der Fläche nach etwa mit dem oberösterreichischen Mondsee, dem Schweizer Sempachersee oder dem niedersächsischen Dümmer zu vergleichen.
Der Stausee Veľká Domaša ist 14 Kilometer lang und im Südteil bis zu vier Kilometer breit (im Nord- und Mittelteil zwischen 500 und 1000 Meter). Der Seespiegel liegt 156 Meter über dem Meer, die maximale Tiefe beträgt 32,5 Meter.

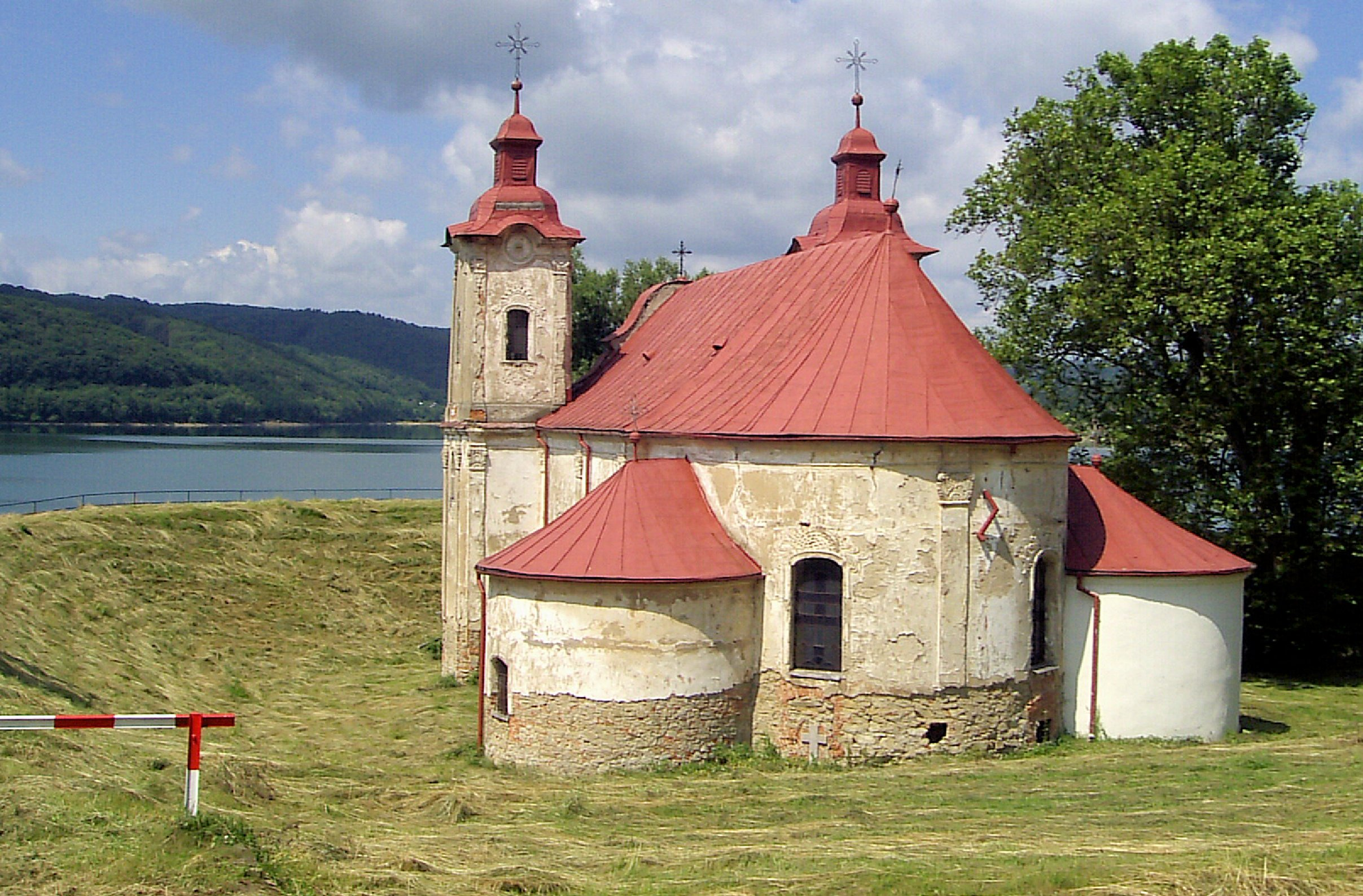
Eingedeichte Römisch-katholische Kirche des aufgegebenen Dorfes Kelča

Für den Bau des Stausees wurden die Dörfer Dobrá nad Ondavou, Trepec, Kelča, Valkov und Petejovce ganz aufgegeben, die Bewohner dieser Orte wurden umgesiedelt. Teilweise wurden auch die Gemeinden Bžany und Turany nad Ondavou betroffen. So entstand beispielsweise die Gemeinde Nová Kelča östlich des Stausees in den 1960er Jahren neu. Lediglich die in barockem Stil 1780 erbaute katholische Kirche des untergegangenen Dorfes Kelča steht noch an ihrem alten Platz, zwar unterhalb des Seespiegels, mit einem halbkreisförmig angelegten Damm um die Kirche dennoch im Trockenen. In den letzten Jahren verfiel das Kirchengebäude zusehends.
Der Stausee gehört zu den beliebtesten Feriengebieten der Slowakei. Im Sommer erreicht das klare Wasser Temperaturen von bis zu 23 °C. Daneben ist der See ein begehrtes Angelgewässer. Zu den Fischarten, die im Veľká Domaša vorkommen, zählen vor allem Karpfen, Hechte, Zander, Welse und Hasel.
Am See liegen sechs Erholungsorte: Dobrá und Valkov (beide in der Gemeinde Kvakovce) am Westufer sowie Poľany, Eva (beide in der Gemeinde Holčíkovce), Nová Kelča und Petejovce am Ostufer. Für die Wochenend- oder Langzeiturlauber stehen hier zahlreiche Hotels, Pensionen und Campingplätze zur Verfügung. Der Stausee ist über die Fernstraße 15, die von Svidník nach Vranov nad Topľou führt, an das überregionale Straßennetz angebunden.
Anderthalb Kilometer südlich des Dammes wird die Ondava nochmals aufgestaut. Der 1500 Meter lange und ca. 200 Meter breite See heißt Malá Domaša (Kleiner Domaša-Stausee) und fungiert als Ausgleichsbecken. An diesem See liegt die gleichnamige Gemeinde Malá Domaša sowie die Gemeinde Slovenská Kajňa.